# Gian Luigi Bonelli
Giovanni Luigi Bonelli, más conocido como Gian Luigi o Gianluigi Bonelli (Milán, Italia, 22 de diciembre de 1908 - Alessandria, Italia, 12 de enero de 2001) fue un escritor, guionista de cómic y editor italiano, fundador de la editorial Audace, la actual Sergio Bonelli Editore.
Considerado como «El patriarca de la historieta italiana», es conocido por crear, junto a Aurelio Galleppini, el personaje de Tex Willer, el héroe de cómics más leído en su país.

## Biografía

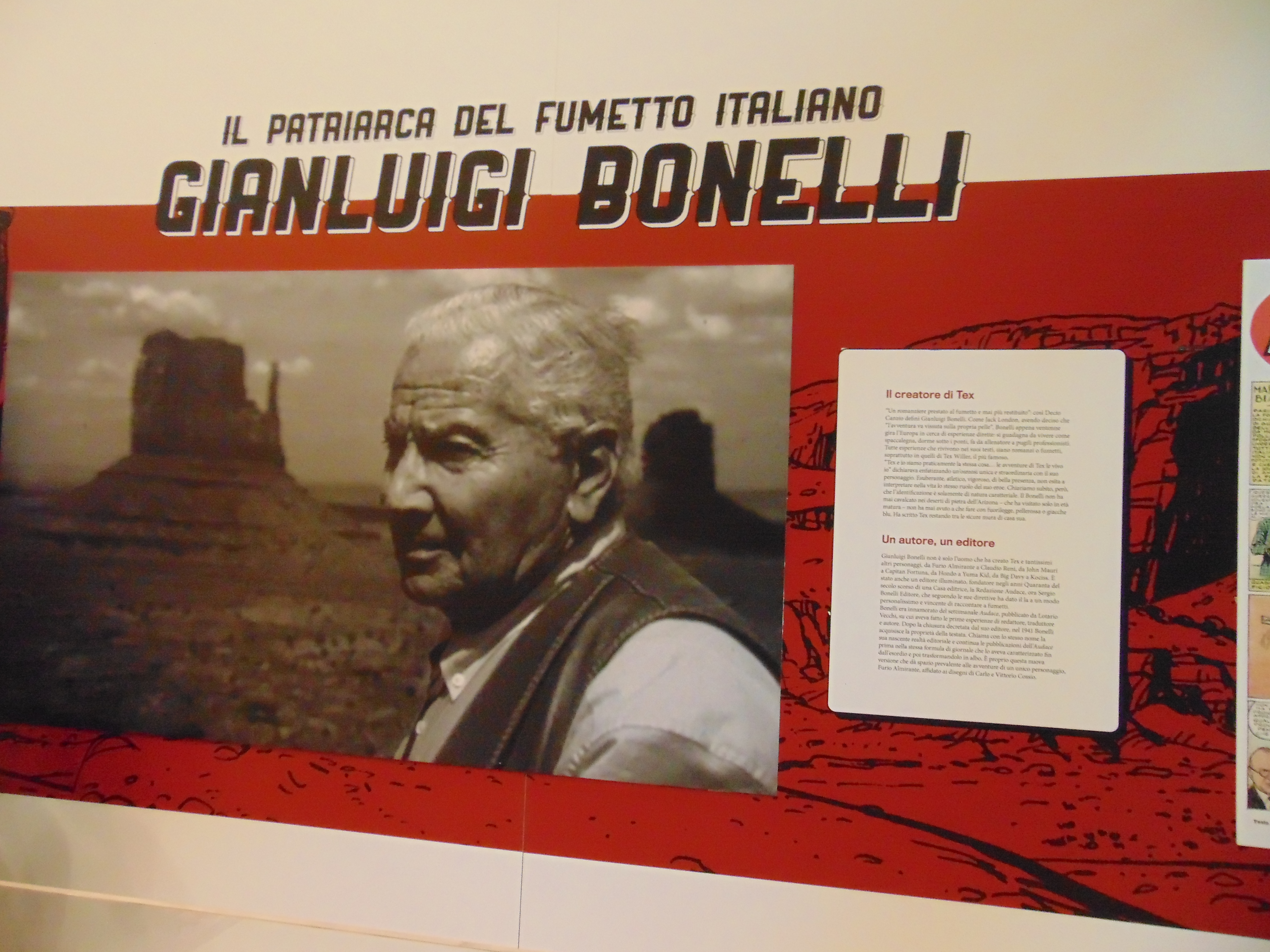
Panel de la exposición Tex - 70 anni di un mito, con un retrato de Bonelli en el Viejo Oeste.

Nació de Nestore, veterano de la Primera Guerra Mundial, y Maria Emilia Collaga, una ama de casa. Comenzó su carrera en los años 1920 publicando poemas en el Corriere dei Piccoli. En los años 1930 escribió algunos cuentos para la editorial Sonzogno y Le Tigri dell'Atlantico, la primera de sus cuatro novelas, además de realizar diálogos y guiones de historietas. En 1941, creó la casa de ediciones Audace, que más tarde sería Sergio Bonelli Editore. En calidad de editor y guionista, retomó el personaje de Furio Almirante, creado por Carlo Cossio, escribiendo nuevas aventuras.
Tras la guerra, creó numerosos fumetti como Ipnos (con dibujos de Gino Cossio, Paolo Piffarerio, Guido Da Passano, Armando Bonato e Mario Uggeri), Il Giustiziere del West (con Giorgio Scudellari) o La pattuglia dei senza paura (con Guido Zamperoni y Franco Donatelli). En 1948 se asoció con Aurelio Galleppini (alias «Galep») creando dos otros personajes: Occhio Cupo y el exitoso wéstern Tex.

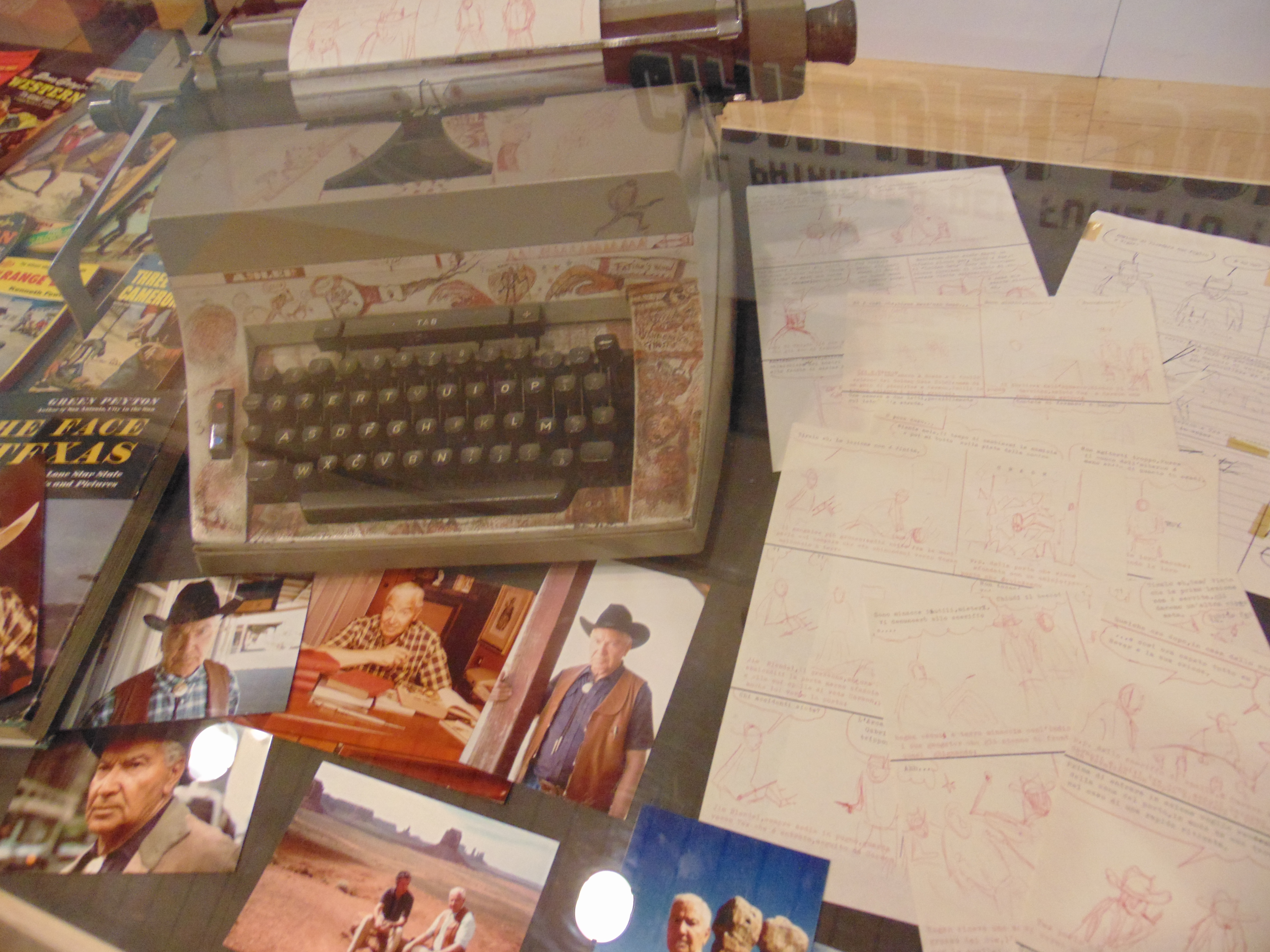
Máquina de escribir, fotos y guiones originales de Bonelli.

Aunque durante su carrera se dedicó principalmente a Tex, siguió participando en guiones y en la creación de otros personajes como Plutos (con Leone Cimpellin), Il Cavaliere Nero (con EsseGesse), Yuma Kid (con Mario Uggeri), I tre Bill (con Giovanni Benvenuti, Gino D'Antonio, Roy D'Amy y Renzo Calegari), El Kid (con Dino Battaglia, Gino D’Antonio y Renzo Calegari), Davy Crockett (con Renzo Calegari y Carlo Porciani), Hondo (con Franco Bignotti) o Kociss (con Emilio Uberti).
Además escribió algunos guiones para personajes creados por su hijo Sergio, como Un ragazzo nel Far West, Zagor e Il Giudice Bean. En 1991 le pasó el relevo como guionista de Tex a Claudio Nizzi, que ya colaboraba con este personaje.
Gran admirador de Alejandro Dumas, Jack London y Emilio Salgari, autores en cuyas obras se inspiró, Bonelli se autoproclamaba «un novelista prestado a la historieta y nunca más devuelto».

## Obras

### Novelas
- (1936) Le Tigri dell'Atlantico. Milán: Società Anonima Editrice Vecchi.
- (1940) Il Crociato Nero. Milán: SADEL.
- (1940) I Fratelli del Silenzio. Milán: AVE.
- (1956) Il massacro di Goldena. Milán: Audace.